# Meeples’ Choice Award
Los Meeples Choice Awards son premios concedidos a juegos de mesa y cartas por el grupo de discusión de Internet “Spielfreks”. El nombre meeple hace referencia a un tipo de piezas de juego característico de los juegos de estilo europeo.
El grupo de discusión original de Yahoo Groups “Spielfreks” se fundó en enero de 2000 por Stephen Glenn y Mark Johnson. El archivo de listas de correo en Narkive (un sitio web para archivar grupos de noticias) se lanzó el 1 de noviembre de 2013.  Larry Levy ha administrado los Meeples Choice Awards para el grupo de usuarios Spielfreeks desde 2003. Tras el cierre de Yahoo Groups en 2020, el electorado principal del premio se reorganizó con el objetivo expreso de seguir votando sobre el premio cada año.
En 2001, se realizó una serie de "encuestas retrospectivas" entre los miembros de Spielfrieks, con premios que se remontan a 1995. Este año fue elegido como un punto de partida adecuado porque fue el año en que se lanzó el juego "Los Colonos de Catán", que contribuyó significativamente a la popularización de los juegos de mesa modernos.
Desde los Premios Retrospectivos, el premio Meeples Choice se otorga anualmente a los tres juegos de mesa más populares lanzados el año anterior. Todos los miembros del grupo de discusión Spielfreeks pueden votar. La votación tiene lugar cada año en el mes de mayo.

## Premiados
Los juegos premiados en los Meeples Choice Awards han sido:
| Año  |                           |                                |                                                |
| ---- | ------------------------- | ------------------------------ | ---------------------------------------------- |
| 2024 | Bomb Busters              | Endeavor: Deep Sea             | SETI: Search for Extraterrestrial Intelligence |
| 2023 | Nucleum / Earth           | Sky Team                       | The White Castle                               |
| 2022 | Heat: Pedal to the Metal  | Cat in the Box: Deluxe Edition | Challengers!                                   |
| 2021 | Ark Nova                  | Cascadia                       | The Crew: Mission Deep Sea                     |
| 2020 | Beyond the Sun            | Las ruinas perdidas de Arnak   | Dune: Imperium                                 |
| 2019 | The Crew                  | Res Arcana                     | Maracaibo                                      |
| 2018 | The Quacks of Quedlinburg | Teotihuacan                    | Brass: Birmingham                              |
| 2017 | Azul                      | Heaven & Ale                   | Gaia Project                                   |
| 2016 | Terraforming Mars         | Great Western Trail            | Yokohama                                       |
| 2015 | Código secreto            | Food Chain Magnate             | The Voyages of Marco Polo                      |
| 2014 | Roll for the Galaxy       | Castles of Mad King Ludwig     | Splendor                                       |
| 2013 | Russian Railroads         | Bora Bora                      | Concordia                                      |
| 2012 | Terra Mystica             | Tzolk'in: The Mayan Calendar   | Keyflower                                      |
| 2011 | Castles of Burgundy       | Ora et Labora                  | A Few Acres of Snow                            |
| 2010 | 7 Wonders                 | Innovation                     | London                                         |
| 2009 | Endeavor                  | Hansa Teutonica                | Small World                                    |
| 2008 | Dominion                  | Pandemic                       | Le Havre                                       |
| 2007 | Race for the Galaxy       | Agrícola                       | Brass                                          |
| 2006 | Blue Moon City            | Thurn and Taxis                | Yspahan                                        |
| 2005 | Caylus                    | Louis XIV                      | Shadows over Camelot                           |
| 2004 | Aventureros al tren       | Power Grid                     | Goa                                            |
| 2003 | Santiago                  | Attika                         | Amun-Re                                        |
| 2002 | Puerto Rico               | Age of Steam                   | Lord of the Rings: The Confrontation           |
| 2001 | San Marco                 | Wyatt Earp                     | Royal Turf                                     |
| 2000 | Carcassonne               | Ciudadelas                     | The Princes of Florence                        |
| 1999 | Lost Cities               | Ra                             | Union Pacific                                  |
| 1998 | Through the Desert        | Elfenland                      | Reiner Knizia's Samurai                        |
| 1997 | Bohnanza                  | Tigris y Éufrates              | Showmanager                                    |
| 1996 | Carabande                 | Entdecker                      | Expedition                                     |
| 1995 | Los colonos de Catán      | El Grande                      | Medici                                         |